# Armorial des familles basques (Ch - Cu)
Cet article décrit l'armorial des familles basques par ordre alphabétique et concerne les familles dont les noms commencent par les lettres « Ch » successivement jusqu’à « Cu ».

## Blasonnements

### Ch
Famille Chacon (voir Etchecon).
Famille Chaminade (Navarre):
| Blason | Blasonnement : D'azur à la colonne d'argent surmontée d'une Vierge de carnation, l'enfant Jésus du même dans ses bras, vêtus chacun d'une tunique d'or, la colonne issante d'une onde d'argent et d'azur, accostée à dextre d'une comète d'or, et à senestre d'un flanchis du même. Commentaires : Famille originaire de Périgueux (Dordogne). |

Famille Chanfreau (Biscaye):
| Blason | Blasonnement : D'argent à trois roses de gueules, feuillées et épinées de sinople, 2 et 1, accompagnées en pointe d'une onde d'azur et d'argent; au chef d'azur semé de fleurs de lys d'or, une croix grecque d'argent brochante sur le tout. Commentaires : Famille originaire du Médoc, au nord de Bordeaux établie a Bilbao. |

Famille Chapartegui (Biscaye):
| Blason | Blasonnement : D'azur au loup passant d'argent, entouré d'un orle de dix feuilles de peuplier d'or; à la bordure d'argent chargée de huit flanchis de gueules. Commentaires : Maison infançonne d'Amoroto, près de Markina, en Biscaye. Preuves de noblesse à Cestona (Guipuzcoa) en 1773 par Agustin de Chapartegui y Urrutia. |

Famille Chapretua (Basse-Navarre):
| Blason | Blasonnement : De... à trois fleurs de lys de... |

Famille Charritte (Soule):
| Blason | Blasonnement : D'azur à trois épées d'or aboutées chacune d'un trèfle du même, posées en pal, celle du milieu appointée vers le chef, les deux autres vers la pointe. Commentaires : Les seigneurs de Charritte, potestats de Soule, sont une branche de la famille de Casamajor (voir ce nom) anoblie en 1583. |

Famille Chasarri (Basse-Navarre):
| Blason | Blasonnement : De gueules au château d'or; à la bordure cousue de gueules chargée de huit flanchis d'or. |

Famille Chaucel (Bortziriak):
| Blason | Blasonnement : Écartelé, au 1 d'azur à trois étoiles d'argent; au 2 de gueules à une épée d'argent posée en pal, la pointe en haut; au 3 d'azur au chevron d'argent accompagné de trois mains du même, 2 et 1; au 4 d'or à trois écrevisses de gueules 2 et 1. Commentaires : Famille d'origine française, alliée aux Ezpeleta et établie à Aranaz. |

Famille Chavarri (Biscaye):
| Blason | Blasonnement : Parti, au 1 d'or à cinq bottes de bruyère de sinople posées en sautoir: au 2 bandé d'azur et d'or de six pièces. Commentaires : Très ancien lignage de Galdames, à l'ouest de Bilbao, connu depuis Fernan Chavarri qui, au IXe siècle, assista le roi de Leon, Ramire Ier, dans sa guerre contre le roi maure Abderraman. |

Famille Chéraute (Soule):
| Blason | Blasonnement : Commentaires : Qualifiés premiers barons de Soule. Mentionnés dès 1224. Le seigneur de Chéraute, premier baron de Soule, potestat héréditaire, seigneur du domec de Chéraute. |

Famille Chimoene (Donostia):
| Blason | Blasonnement : Écartelé, aux 1 et 4 d'argent à la croix de gueules chargée de cinq feuilles de peuplier d'or; aux 2 et 3 d'azur au château d'or, ouvert du champ, accosté de deux morceaux de chaînes d'argent de trois maillons chacun, posés en pal. Commentaires : Issus du lignage navarrais des Goñi. La maison noble des Chimoene était au quartier Ulia de Saint-Sébastien. |

Famille Chirain (Donostia):
| Blason | Blasonnement : Écartelé, aux 1 et 4 de sinople à deux loups passants d'argent, l'un sur l'autre; aux 2 et 3 d'or à trois coquilles de sinople 2 et 1. |

Famille Choribit (Basse-Navarre):
| Blason | Blasonnement : Parti, au 1 de... à quatre croisettes et un fer à cheval garni d'une figure angulaire; au 2 de... à une rose, un arc et sa flèche et une roue à rayons. Commentaires : Maison à Arruete, en Pays de Mixe. |

Famille Chuhando (Soule):
| Blason | Blasonnement : Commentaires : Plusieurs membres de cette famille figurent parmi les membres du barreau de Licharre, 'andis que l'on trouve un Chuhando juge à la cour de Licharre, en 1689. |

Famille Churruca (Guipuscoa):
| Blason | Blasonnement : D'azur à trois fasces d'argent; à la bordure d'or chargée d'une chaîne d'azur. Commentaires : Maison noble de Placencia. Filiation établie depuis Juan de Churruca, vivant en 1580, natif de Placencia, qui s'établit à Xemein, près de Markina, en Biscaye. |

### Ci
Famille Cia (Navarre):
| Blason | Blasonnement : D'or à deux loups de sable, lampassés de gueules, posés en bande; à la bordure de gueules chargée de sept chaudrons d'argent. Les Cia de la maison Perochena substituèrent des lions aux loups. Commentaires : Famille du lieu de Cia (Zia), vallée de Gullina, près de Pampelune, où elle avait trois maisons nobles. |

Famille Ciaurriz (Navarre):
| Blason | Blasonnement : Coticé en bande d'azur et d'or, de dix pièces. Commentaires : Maison noble du lieu de Ciaurriz, dont elle prit le nom, à Odieta, au nord de Pampelune. |

Famille Cibitz (Basse-Navarre):
| Blason | Blasonnement : D'argent (alias: d'or) au sautoir de gueules chargé en cœur d'une étoile d'or,. Commentaires : Maison en Ostabaret. |

Famille Ciburu (Labourd):
| Blason | Blasonnement : D'argent à trois épis de sinople mal ordonnés. Commentaires : Famille de Ciboure. |

Famille Ciga (vallée du Baztan):
| Blason | Blasonnement : Échiqueté d'argent et de sable (qui sont les armes de la vallée). Alias: de gueules à quatre bandes d'argent chargées chacune de deux mouchetures d'hermines de sable. Alias: d'azur à une tour au naturel adextré d'un loup rampant de sable. Commentaires : Maison noble au lieu de Ciga, au sud de la vallée du Baztan. Reconnaissance de noblesse en 1694. |

Famille Cigarroa (Labourd):
| Blason | Blasonnement : D'argent à cinq bâtons de sable. Commentaires : Famille de Ciboure, citée à Irun en 1625 et Fontarrabie. |

Famille Ciloys (Basse-Navarre):
| Blason | Blasonnement : D'or à la bande de gueules; à la bordure du même chargée de douze flanchis d'or. Commentaires : Maison de l'Ostabaret. |

Famille Cimista (Irun):
| Blason | Blasonnement : De gueules à une tour d'argent ouverte d'azur, sur une onde d'argent et d'azur. Commentaires : Famille citée à Irun en 1625, fixée en Alava. |

Famille Cinza (Donostia):
| Blason | Blasonnement : Coupé, au 1 de gueules à la croix fleurdelisée d'or; au 2 d'or au chêne de sinople, fruité d'or, accompagné de deux sangliers affrontés de sable appuyés contre le tronc. Alias: de gueules à deux lions d'or affrontés. |

Famille Ciordia (Navarre):
| Blason | Blasonnement : Écartelé, au 1 deux têtes de dragons qui tiennent dans la gueule une chèvre; au 2, trois barres; au 3, trois chaudrons; au 4, deux loups; et une bordure chargée de seize flanchis. Blasonnement incomplet. Commentaires : Les seigneurs de Ciordia qui avaient leur maison souche dans le village, portaient ces armes selon La Nobleza Executoriada de Navarra. |

Famille Cisaba (vallée du Roncal):
| Blason | Blasonnement : D'azur semé de fleurs de lys de... (or ou argent). |

Famille Cize (seigneurs de) (Basse-Navarre):
| Blason | Blasonnement : Commentaires : Les seigneurs de Cize, Guiche et Ahaxe sont issus des vicomtes de Labourd par les vicomtes d'Arbéroue. |

### Cl
Famille Claverie (Navarre):
| Blason | Blasonnement : D'azur a la clef d'argent, au loup de sable brochant. Commentaires : Famille originaire du Béarn, établie en Navarre. |

### Co
Famille Coloma (Navarre):
| Blason | Blasonnement : D'azur à la colombe d'argent; à la bordure componée d'argent et d'azur. Commentaires : Famille d'origine française. Jean Coloma fut page du roi Jean II de Navarre au début du XVe siècle, découvrit une conspiration contre la monarchie navarraise et demeura un proche conseiller du roi. Il est à l'origine des comtes d'Elda. |

Famille Colomo (Navarre):
| Blason | Blasonnement : De sinople à trois têtes de mouton d'argent, 2 et 1. Commentaires : Famille d'Artajona et de Miranda de Arga, près de Tafalla. Pierre Colomo, de Miranda, fut armé chevalier le jour du couronnement du roi Jean II et de la reine Blanche de Navarre, le 15 mai 1429. |

Famille Colombotz (La Bastide-Clairence):
| Blason | Blasonnement : D'argent à deux colombes affrontées d'azur, posées sur un tertre du même; au chef d'azur chargé d'une fleur de lys (d'or ?). Commentaires : Jean de Colombotz reçut de la reine Jeanne d'Albret des lettres d'anoblissement de sa terre de Colombotz datées de Sauveterre-de-Béarn, le 10 mars 1560. |

Famille Compais (vallée de Salazar):
| Blason | Blasonnement : De gueules au loup passant au naturel, ravissant un agneau d'argent. Commentaires : Famille d'Ochagavia, au nord de la vallée de Salazar. |

Famille Corella (Navarre):
| Blason | Blasonnement : Parti d'argent et de gueules; à la bordure d'azur chargée de huit besants d'argent. |

Famille Cornu (Fontarrabie):
| Blason | Blasonnement : D'or à l'arbre de sinople, accompagné d'un cerf au naturel brochant sur le tronc. |

Famille Corraiz (vallée du Baztan):
| Blason | Blasonnement : D'argent à trois billettes d'azur; à la bordure engrêlée de gueules. |

Famille Cortiade (Bayonne):
| Blason | Blasonnement : D'argent au lion de gueules; Alias: écartelé d'azur à deux fasces d'or. Commentaires : Jean Cortiade, docteur en médecine et médecin ordinaire de la ville de Bayonne, fit enregistrer ses armes à l'Armoriai Général de 1696. |

Famille Costal-Lostal (Pays de Mixe):
| Blason | Blasonnement : De gueules à la croix d'argent chargée de huit chevrons de sable. |

Famille Costalacg (Basse-Navarre):
| Blason | Blasonnement : Coupé, au 1 d'or au chêne de sinople accompagné d'un sanglier passant de sable brochant sur le tronc; au 2 d'azur à la tour d'argent; à la fasce échiquetée de deux tires d'or et de gueules brochant sur la partition du coupé. |

Famille Couronneau (Bayonne):
| Blason | Blasonnement : D'argent au chevron d'azur accompagné en chef de deux croissants du même, et en pointe d'une couronne de laurier de sinople; au chef d'azur chargé de trois étoiles d'or. Commentaires : Un chanoine de l'église de Bayonne portait ces armes en 1700. |

Famille Courtiau (Bayonne):
| Blason | Blasonnement : D'argent au lièvre de gueules courant en bande. Commentaires : Famille bourgeoise de Bayonne. |

### Cr
Famille Cruchaga (vallée du Roncal):
| Blason | Blasonnement : D'azur au pont à trois arches d'or accompagné en pointe d'un mont à trois coupeaux d'argent surmonté d'une tête de roi maure de sable, couronné d'or et ensanglanté de gueules. Commentaires : Famille Urzainqui. Porte les armes de la vallée du Roncal. |

Famille Cruzat (Navarre):
| Blason | Blasonnement : D'or à quatre bandes de gueules chargées chacune d'une cotice d'argent semé de mouchetures d'hermines de sable. Commentaires : Les Cruzat descendraient des Cruzat, de Bretagne, dont ils portent les armes, établis à Pampelune au XIIIe siècle. |

### Cu
Famille Cuaznavar (Guipuscoa):
| Blason | Blasonnement : D'argent à deux sangliers passants de sable, lampassés de gueules, posés l'un sur l'autre; à la bordure de gueules chargée de huit flanchis d'or. Commentaires : Famille de la vallée d'Oyarzun. |

Famille Cugui (Navarre):
| Blason | Blasonnement : De gueules à la bande d'or accostée de deux aigles d'argent. Commentaires : Maison d'armes près de Pampelune. |

Famille Curé-Dumontier (Bayonne):
| Blason | Blasonnement : D'or au chevron d'azur surmonté d'un soleil de gueules et accompagné en chef de deux roses du même, et en pointe d'une coquille de sable. Commentaires : Armes de Jean Curé-Dumontier, ingénieur ordinaire du roi à Bayonne. |

Famille Curutchet (Ayhere):
| Blason | Blasonnement : D'azur à trois croisettes pommetées d'or, 2 et 1,. Commentaires : Guillaume de Curutchet fonda une chapellenie le 3 novembre 1683. |

Famille Cutuneguieta (Guipuscoa):
| Blason | Blasonnement : D'or au chêne de sinople, fruité d'or, accompagné de deux parties de chaînes d'azur pendant des branches, de chaque côté de l'arbre, et accompagné d'un sanglier de sable, armé d'argent, brochant sur le tronc, et en pointe d'une onde d'azur et d'argent; à la bordure de gueules chargée de huit flanchis d'or. Commentaires : Maison à Eibar. |